# Lista de gêneros de anime
Este artigo traz uma lista de gêneros e subgêneros, e de categorias demográficas de mangás e animes.
As classificações demográficas que categorizam gêneros e subgêneros com a finalidade de distinguir as temáticas de mangás acabou sendo a forma como as revistas de mangás encontraram para atingir seu público-alvo. Essas divisões de gêneros e subgêneros de mangás, assim como sua demografia, mais tarde passaram a classificar também os animes.

## Divisões por gênero
A classificação de gênero do anime difere de outros tipos de animação e não se presta a uma classificação simples. Cada gênero é caracterizado por seu estilo, ritmo e temas únicos, oferecendo um tipo diferente de experiência de visualização.
| Categoria/Gênero           | Exemplos                                                         |
| -------------------------- | ---------------------------------------------------------------- |
| Ação                       | Fate/Stay Night, Jormungand, Attack on Titans, Jujutsu Kaisen    |
| Aventura                   | One Piece, Scrapped Princess, Fullmetal Alchemist                |
| Comédia                    | Ranma ½, Azumanga Daioh, One-Punch Man, O Diabo é um Freelancer! |
| Drama                      | Kobato, Angel Beats!, Wolf’s Rain                                |
| Mistério                   | Detective Conan, Gosick, Monster, Paranoia Agent, Baccano!       |
| Romance                    | Toradora!!, Gosick, Hyouka, Romantic Killer, Hi Score Girl       |
| Ficção Científica (Sci-Fi) | Steins;Gate, Cowboy Bebop, Psycho Pass                           |
| Terror                     | Future Diary, Deadman Wonderland, Parasyte The Maxim, Shiki      |

O cruzamento de gêneros em animes é predominante, como a mistura de fantasia e comédia em Dragon Half, e a incorporação de humor pastelão no filme de anime policial O Castelo de Cagliostro (Lupin III: The Castle of Cagliostro).

### Subgêneros e temáticas
- Artes marciais – Envolve personagens que utilizam técnicas de artes marciais. Exemplos: Saint Seiya, Dragon Ball.
- Avant-Garde – Animes de vanguarda. Apresentam temas experimentais, inovadores e filosóficos. Exemplos: Neon Genesis Evangelion: The End of Evangelion[10], Boogiepop wa Warawanai, Serial Experiments Lain.
- Esportivo – Focado nos esportes, podendo ser futebol, vôlei, basquete, basebol ou até mesmo cartas. Este gênero geralmente apresenta personagens que treinam, competem e se esforçam para se tornar os melhores em seu esporte escolhido, e muitas vezes promove temas de trabalho duro, determinação e perseverança.[3] Ao contrário da categoria jogos (games) não está relacionado diretamente ao gênero de fantasia. Exemplos: Super Campeões, Prince of Tennis, Haikyuu, Free![3].
- Faroeste – Acontece em um lugar semelhante ao Velho-Oeste americano. Exemplos: Cowboy Bebop, Trigun, Burst Angel.
- Fantasia – Tem como tema a magia. Apresenta uma variedade de monstros e poderes mágicos. Exemplos: Little Witch Academia, Record of Lodoss War, Goblin Slayer.
  - Garotas mágicas ou Mahō shōjo (魔法少女) – É um sub-género onde as personagens principais são garotas com superpoderes. Exemplos: Sailor Moon. Cardcaptor Sakura, a franquia Pretty Cure, Guerreiras Mágicas de Rayearth e Puella Magi Madoka Magica.
  - Isekai (異 世界) – Literalmente, "outro mundo" ou "mundo diferente". O protagonista é transportado, preso ou reencarnado em um universo paralelo, i.e., para outro mundo ou dimensão. Este gênero muitas vezes explora as lutas do protagonista para se adaptar ao seu novo ambiente e encontrar seu lugar neste novo mundo.[3] Exemplos: Sword Art Online, KonoSuba, Re:Zero.
- Ficção Científica (normalmente abreviado para SF, FC, sci-fi ou scifi) – é um gênero da ficção que normalmente lida com conceitos ficcionais e imaginativos, relacionados ao futuro, ciência e tecnologia. Este é um gênero que muitas vezes apresenta sociedades avançadas, viagens espaciais e avanços científicos de ponta. O anime de ficção científica pode variar de sério e instigante a leve e cheio de ação, e muitas vezes mistura elementos de ficção científica e drama para criar uma experiência de visualização única. Exemplos: Steins;Gate e Gintama (ou Gin tama).[3]
  - Cyberpunk –  Apresenta um mundo em que a sociedade está mais arraigada à tecnologia, em detrimento da ordem social. O cenário é um futuro distópico, quando a tecnologia se torna nociva. Exemplos: Ghost in the Shell, Texhnolyze.
  - Mecha (メカ) ou Meka – É um dos principais subgêneros consolidados da ficção científica.[11] Com uma temática que geralmente envolve histórias que remontam guerras e até mesmo personagens tentando sobreviver em um mundo cada vez mais hostil com o auxílio da tecnologia[10]. O público-alvo desses animes são jovens e adultos do sexo masculino, mas há uma grande variedade de histórias sobre mecha abrangendo vários gêneros e estilos. Características comuns do gênero são o combate ao mal, os pilotos de idade adolescente em profusão e o uso de gritos e bordões para controlar os mechas. O gênero iniciou-se com o mangá Tetsujin 28-go de Mitsuteru Yokoyama em 1956, que foi animado em 1963. Considera-se que popularidade dos mecha, no entanto, começou com o surgimento da série Gundam em 1979, que deu origem a vários programas e séries animadas. Algumas séries de mecha tornaram-se bastante populares por todo o mundo, como Super Sentai, dando origem até a paródias como na série animada Megas XLR. Exemplos: Astro Boy[10], 86 - Eighty Six, Gurren-Lagann[11].
  - Pós-Apocalíptico – Geralmente, se passa em um mundo futurístico ou distópico, após uma catástrofe, em que uma sociedade decadente possui grande avanço tecnológico. Exemplos: Neon Genesis Evangelion[11], Ergo Proxy.
- Jogos (ou Games) – São focados em jogos eletrônicos. Exemplos: High Score Girl[8], No Game No Life, Yu-Gi-Oh.
- Guerra/Militarismo – Envolve forças militares em meio a um conflito armado. Geralmente associada ao mecha e ao gênero de ação. Exemplos: Gundam Wing, Sengoku Basara, Code Geass[10].
- Histórico – Em sua maioria contam a história de um Japão da época feudal. Exemplos: Rurouni Kenshin, Samurai Champloo, Versailles no Bara.
- Musical – Focado na música e/ou dança. Geralmente, apresentam personagens que tem como profissão ou lazer: cantar, tocar instrumentos e/ou dançar. Exemplos: Ballroom, K-On!, Beck.
- Ópera espacial – Com acontecimentos no espaço sideral ou em outro planeta. Apresenta uma variedade de cenários exóticos e personagens épicos. Exemplos: Ginga Eyuu Densetsu, Macross.
- Paródia ou Aniparô – Paródia de outros animes e mangás. Exemplos: Gintama, Sket Dance.
- Policial/Investigação – Exemplos: Death Note, Paranoia Agent.
- Psicológico – Abordagem em nível psicológico, jogos mentais. O anime psicológico explora o funcionamento interno da mente e as emoções complexas de seus personagens. Esse gênero geralmente apresenta histórias intensas e instigantes que mergulham nas lutas mentais e emocionais de seus personagens. Eles têm tramas emocionantes e de suspense, e muitas vezes exploram temas de moral cinzenta e autodescoberta.[3] Exemplos: Death Note, Psycho-Pass[3], Monster[4].
- R18 – Um subconjunto de obras de anime adulto com elementos pornográficos são rotulados como "R18" no Japão. 
  - Ecchi – O foco são cenas sexualmente provocativas, mas que não ultrapassam o limite do inapropriado para o público em geral. Possui um conteúdo sexual mais leve (softcore) e apresenta geralmente insinuações e situações humorísticas. Exemplos: Kill la Kill, Keijo!!!!!!!!, Shokugeki no Souma.
  - Harém – O personagem principal é do sexo masculino e possui um harém geralmente de mulheres. Exemplos: School Days, Highschool DxD, To Love-Ru.
  - Harém reverso – A personagem principal é do sexo feminino e possui um harém geralmente de homens. Exemplo: Fruits Basket, Love Hina
  - Hentai – Subgênero adulto que retrata cenas de nudez e conteúdo altamente explícito. Por ser focado no conteúdo sexual, geralmente se torna pobre em narrativa. O hentai é subdividido em algumas categorias: 
    - bara  – Relacionamentos homoafetivos envolvendo homens mais velhos.
    - futanari  – Relacionamentos envolvendo travestis e intersexos.
    - yaoi ou Boys Love (abreviado como BL) – Subgênero de romance. A história gira em torno de um romance homoafetivo entre garotos.(relacionamentos homossexuais envolvendo homens). Exemplos: Given, Love Stage!!.
    - yuri ou Girls Love (abreviado como GL)  – Subgênero de romance. A história gira em torno de um romance homoafetivo entre garotas.(relacionamentos lésbicos). Exemplos: Citrus, Bloom Into You (Yagate Kimi ni Naru).
- Romance Romântico – O anime de romance explora o amor e as relações entre seus personagens[5]. Este gênero muitas vezes se concentra no desenvolvimento de sentimentos românticos entre seus personagens, bem como os desafios que eles enfrentam para manter esses relacionamentos. Esses animes podem variar de leves e brincalhões a sérios e comoventes.[3] Este é talvez um dos gêneros de anime mais populares e amados de todos os tempos. É uma paisagem perene de histórias autênticas, tropey, cringey e emocionantes que mantiveram o público envolvido por décadas. Seja o primeiro amor, um triângulo amoroso bagunçado do ensino médio ou um casamento em dificuldades, o gênero romance no anime tem contado predominantemente histórias que são tanto formulaicas quanto autônomas. Uma das principais qualidades deste gênero é sua capacidade de complementar quase todos os outros subgêneros. O romance é tão volátil que nunca parece fora de lugar quando inserido em um shonen hardcore, um isekai cômico ou mesmo um thriller de espionagem. Os espectadores podem desfrutar de um tiroteio com infusão de adrenalina em um anime de alta octanagem, mas essa mesma história pode acomodar um caso de amor fugaz entre a heroína fria e calculada e o belo azarão. O romance não é definitivo ou limitado; em vez disso, tem um amplo espectro que cobre aspectos do amor, condizentes com uma determinada história ou gênero. É a qualidade inata do romance para atrair um público mais amplo por causa de sua flexibilidade em incorporar uma melhor narrativa, induzir uma vibração leve e criar apelo entre gêneros.[12] Exemplos: Clannad, Your Lie in April, Sussurros do Coração (Mimi wo Sumaseba)[13].
- Slice-of-Life – Literalmente, "fatia de vida". É centrado no dia a dia de pessoas comuns e em como seus personagens lidam com as situações. Esse gênero geralmente apresenta personagens relacionáveis e realistas e se concentra em suas rotinas diárias, relacionamentos e experiências.[3] Exemplos: A Melancolia de Haruhi Suzumiya (The Melancholy of Haruhi Suzumiya), Natsume: O livro dos amigos (Natsume’s Book of Friends), Barakamon, Estrela da sorte (Lucky Star).
- Sobrenatural – Relacionado a eventos estranhos, sem explicação lógica, fora dos limites da realidade. Exemplos: A Viagem de Chihiro, Mushishi, Noragami, Gosick.
  - Namorada mágica (ou namorada exótica) – É focado no romance de um humano normal com alguma criatura sobrenatural: uma bruxa, um demônio ou uma garota que possui algo anormal ou excêntrico. Exemplos: Elfen Lied, Romantic Killer[7].
  - Demônios – Destaca-se por apresentar criaturas ou espíritos demoníacos, yokais etc. Exemplos: Inuyasha, Yu Yu Hakusho, Jujutsu Kaisen.
- Superpoderes – Apresenta personagens com alta força física, mental e espiritual. Exemplos: Dragon Ball Z, Hunter x Hunter, One-Punch Man, Boku no Hero Academia.
- Vida escolar – Ocorre na escola e tem como personagens principais adolescentes. Geralmente foca no público jovem e costumam explorar histórias de comédia com estudantes do Ensino Médio.[5] Também é um subgênero que pode envolver vários outros, como romance, comédia, terror e mecha.[14] Exemplos: Ouran High School Host Club, Highschool of the Death.

## Divisões por público-alvo
Os animes são frequentemente classificados por público-alvo, incluindo crianças (子供, kodomo), meninas (少女, shōjo), meninos (少年, shōnen), homens jovens (青年, Seinen), mulheres jovens (女性, josei) e uma gama diversificada de gêneros voltados para o público adulto. Os animes shōjo e shōnen às vezes contêm elementos populares entre crianças de todos os gêneros em uma tentativa de ganhar apelo crossover. Os animes adultos podem apresentar um ritmo mais lento ou maior complexidade de enredo que o público mais jovem normalmente pode achar pouco atraente, bem como temas e situações adultas.
| Categoria/Gênero | Características | Exemplos                                                                          |
| ---------------- | --- | --------------------------------------------------------------------------------- |
| Shōjo            | Focado ao público feminino jovem, geralmente trabalha com romance ou poderes mágicos                                                      | Clannad, Lovely Complex, Zero no Tsukaima                                         |
| Josei            | Foca-se em histórias e experiências de mulheres japonesas, abordando o romance de uma forma mais realista do que os animes shoujos        | La Corda D'Oro, Yamato Nadeshiko Shichi Henge, Uta no Prince-sama Maji Love 1000% |
| Shounen          | Animes direcionados ao público masculino jovem, muitas vezes possuem ação e lutas, mas também engloba alguns romances, dramas ou esportes | Saint Seiya, Yu Yu Hakusho, Fairy Tail, Naruto, Higashi no Eden                   |
| Seinen           | Animes com assuntos mais sérios e pesados, geralmente para adultos                                                                        | Berserk, Monster                                                                  |
| Kodomo           | Em japonês significa criança, são voltados para crianças menores                                                                          | Hamtaro, Pokemon, Beyblade, Medabots                                              |

Os termos seguintes não são gêneros propriamente ditos, mas característica bastante presente em muitos animes:
- Bishōnen: Em japonês significa garoto bonito, termo geral que pode ser usado para descrever qualquer anime caracterizado por meninos e homens bonitos;[2]
- Bishoujo: Em japonês significa garota bonita, termo geral que pode ser usado para descrever qualquer anime caracterizado por meninas e mulheres bonitas.[2]